# نيمبي، باراغواي
نيمبي، باراغواي هي مديرية في باراغواي، تقع في الإدارة المركزية، بلغ عدد سكانها 71,909 نسمة، تبلغ مساحتها 25 كيلومتر مربع.

## أعلام
- خورخي دانيال نونيز
- إيفان أرتور توريس
- ألثيبياديس جونثالث دل بايي
- هيرنان بيريز